# Черкасов, Григорий Николаевич
Григо́рий Никола́евич Черка́сов (24 февраля 1948, село Конецполье, Калужская область — 30 сентября 2017, Курск) — советский и российский учёный, специалист в области почвозащитного земледелия, доктор сельскохозяйственных наук, профессор. Лауреат Государственной премии РФ в области науки и техники, член-корреспондент РАСХН (с 2007); с 2014 года, после слияния академий — членкор РАН.

## Биография и карьера
Родился 24 февраля 1948 года в селе Конецполье (ныне в составе сельского поселения «Деревня Асмолово») Барятинского района Калужской области.
Получил высшее образование в Сельскохозяйственной академии им. Тимирязева, закончив её в 1971 году. Поступив там же в аспирантуру, защитил в 1976 кандидатскую диссертацию по специальности 06.01.12 (луговодство) на тему «Продуктивность травостоя многолетних трав в зависимости от азотного удобрения и режима использования».
С 1975 и до конца жизни работал во ВНИИ земледелия и защиты почв от эрозии, начиная с должности младшего научного сотрудника (1975—1978). В 1982—1997 годах возглавлял лабораторию лугомелиорации и противоэрозионных мелиораций; в 1996 защитил докторскую диссертацию по специальности 06.01.01 (общее земледелие) на тему «Научные основы рационального использования земель и повышения продуктивности естественных кормовых угодий в овражно-балочных системах лесостепи Центрально-Чернозёмной зоны». В 1997—2000 годах занимал в институте должность заместителя директора по научной работе, а с 2001 — возглавил ВНИИ.
Основными темами работы учёного были повышение продуктивности природных кормовых угодий на склонах, вовлечение в сельскохозяйственный оборот разрушенных оврагами земель, рациональное использование земель овражно-балочного фонда, совершенствование систем земледелия в районах распространения водной эрозии. Под его руководством защитились девять кандидатов и два доктора наук. Разработанные под его руководством технологии освоения заовраженных земель под сенокосы и пастбища были внедрена в хозяйствах Курской и Воронежской областей на площади более тысячи гектар, а приемы поверхностного улучшения угодий на склонах — на площади более 60 тысяч гектар с высоким эколого-экономическим эффектом. Научно-обоснованные системы земледелия и землеустройства с противоэрозионными мероприятиями землеустройства с противоэрозионными мероприятиями были внедрены в хозяйствах Курской области на площади 2,3 миллиона гектар, позволив повысить урожайность зерновых культур на 49 %, сахарной свеклы — на 92 %, а естественных луго-кормовых угодий — в 4,5 раза.
Вклад учёного в науку и сельское хозяйство был удостоен ряда наград, включая медаль «За трудовую доблесть», бронзовую медаль ВДНХ и Государственную премию Российской Федерации в области науки и техники (2000); в 2007 году он был избран членом-корреспондентом РАСХН, а в 2014 году стал членкором РАН.

## Избранные публикации
За научную карьеру Черкасовым было упубликовано лично и в соавторстве более 330 научных работ, включая 16 монографий; получено четыре авторских свидетельства и три патента на изобретения; ниже перечислены около одной десятой из них.
- Комплексная программа кормопроизводства в Курской области на 1981—1985 гг. / Соавт.: А. И. Барбашин и др. — Курск, 1981 г.
- Способ укрепления водотоков / Соавт.: А. Г. Рожков, В. Г. Черноусов — Заявка № 3409089 от 5.02.82 г., публикация 1.03.83 г., бюл. 24. Авт. свид. № 1025342.
- Резервы увеличения производства кормов. Методические рекомендации / Соавт.: А. Н. Григоров и др. — Курск, 1983 г.
- Улучшение естественных кормовых угодий на склонах в лесостепной и степной зонах Европейской части РСФСР. Рекомендации (одобрены НТС МСХ РСФСР от 25 мая 1983 г., про-токол № 20) / Соавт.: Г. Ф. Уколов и др. — М.: Россельхозиздат, 1984 г.
- Почвозащитное земледелие на склоновых землях Центрально-Чернозёмной зоны. Рекомендации / Соавт.: Коллектив авторов. — М.: Россельхозиздат, 1984 г.
- Проблемы земледелия и пути их решения (под ред. профессора Д. Е. Ванина) / Соавт.: Д. Е. Ванин Д. Е. и др. — Воронеж: Центрально-Чернозёмное книжное издательство, 1985 г.
- Способ повторного залужения склонов / Соавт.: Л. И. Бирюкова — Заявка № 3596473 от 6.04.85 г., публикация 30.08.86 г., бюл. № 32. Авт. свид. № 1253443.
- Освоение овражно-балочных земель под сенокосы и пастбища в лесостепной и степной зонах. Рекомендации / Соавт.: А. Г. Рожков и др. — М.: Агропромиздат, 1986 г.
- Рекомендации по улучшению природных кормовых угодий на овражно-балочных и склоновых землях Центрально-Чернозёмной зоны / Соавт.: Д. Е. Ванин и др. — Курск, 1986 г.
- Методические рекомендации по использованию материалов аэрокосмической съемки при геоботаническом обследовании природных кормовых угодий степной зоны / Соавт.: Н. А. Семенов и др. — М.: ВАСХНИЛ, 1987.
- Методические указания по проектированию систем почвозащитного земледелия для районов распространения водной и водно-ветровой эрозии почв Европейской территории стра-ны / Соавт.: Г. Я. Воробьев и др. — Курск, 1987.
- Методические рекомендации по разработке программы планирования, закладки и проведения многофакторных опытов географической сети для моделирования систем земледелия / Соавт.: Д. Е. Ванин и др. — Курск, 1988.
- Способ улучшения природных кормовых угодий и устройство для его осуществления / Соавт.: И. М. Буторин, В. М. Кочедыков — Заявка № 4130578 от 11.08.86 г. Авт. свид. № 1375154.
- Подбор трав и травосмесей для сеяных сенокосов и пастбищ / Соавт.: А. А. Зотов и др. — М.: ВО «Агропромиздат», 1989.
- Сельскохозяйственное использование заовраженных земель / Соавт.: А. Г. Рожков и др.- М.: Агропромиздат, 1989.
- Способ улучшения природных кормовых угодий и устройство для его осуществления / Соавт.: И. М. Буторин, В. М. Кочедыков, В. И. Котельников — Заявка № 4499537 от 31 октября 1988 г. Авт. свид. № 1621819.
- Технологии почвозащитных систем земледелия с контурно-мелиоративной организацией территории и методы их эколого-экономической оценки / Соавт.: И. П. Здоровцов и др. — Курск, 1991.
- Ландшафтное земледелие (Часть 1. Концепция формирования экологически устойчивых агроландшафтов и совершенствования систем земледелия на ландшафтной основе. Часть 2. Методические рекомендации по разработке ландшафтных систем земледелия в многоукладном сельском хозяйстве) / Соавт.: А. Н. Каштанов и др. — Курск, 1993.
- Ландшафтное земледелие (Вопросы теории, методики исследований, проектирования и агроэкологического мониторинга ландшафтных систем земледелия) / Соавт.: Р. М. Алексахин и др. — М.: ИХЦ «Изограф», 1994..
- Методика разработки систем земледелия на ландшафтной основе / Соавт.: А. Н. Каштанов и др. — Курск: изд-во КГСХА, 1996.
- Система управления плодородием почв в Центрально-Чернозёмной зоне / Соавт.: А. Н. Каштанов и др. — Курск: изд. Курской Госсельхозакадемии, 1996.
- Концепция формирования гибких агротехнологий в ландшафтном земледелии / Соавт.: А. Н. Каштанов и др. — Курск, 1998.
- Модели управления продуктивностью агроландшафта / Соавт.: А. С. Акименко. и др. — Курск: ЦНТИ, 1998.
- Методическое пособие и нормативные материалы для разработки адаптивно-ландшафтных систем земледелия (под общей редакцией А. Н. Каштанова, А. П. Щербакова, Г. Н. Черкасова) / Соавт.: А. Н. Каштанов и др. — Тверь: ЧуДо, 2001.
- Почвозащитные технологии и современные малозатратные технологические приемы возделывания сельскохозяйственных культур. Рекомендации (одобрены НТС Минсельхозпрода России, протокол № 18 от 14.07.2000 г.) / Соавт.:А. Н. Каштанов и др. — М.: ФГНУ «Росин-формагротех», 2001.
- Технологии подготовки чистых паров / Соавт.: А. Н. Каштанов и др. — М.: Россельхозакадемия, 2001.
- Информационно-справочные системы по оптимизации землепользования в условиях ЦЧЗ (под редакцией И. И. Васенева и Г. Н. Черкасова). Методическое пособие / Соавт.: И. И. Васенев и др. — Курск, 2002.
- Основные направления развития агропромышленного комплекса Курской области на перспективу до 2010 года (под ред. И. Ф. Хицкова, В. И. Афанасьева, А. В. Михилева, В. Д. Мухи) / Соавт.: А. Я. Айдиев и др. — Курск: Изд-во КГСХА, 2003.
- Улучшение и использование природных кормовых угодий на склонах Центрального Черноземья. — Курск: ЦНТИ, 2004..
- Управление продукционным процессом основных полевых культур Центрального Черно-земья/ Соавт.:М. Н. Понедельченко и др. — Белгород: Изд. «Отчий край», 2004.
- Методика оптимизации севооборотов и структуры использования пашни / Соавт.: А. С. Акименко и др. — М.: Россельхозакдемия, 2004.
- Критерии и параметры допустимых антропогенных нагрузок на компоненты агроландшафта (под редакцией Г. Н. Черкасова, Н. П. Масютенко) / Соавт.: Н. П. Масютенко и др. — Курск: ВНИИЗ и ЗПЭ, 2005.
- Модели адаптивно-ландшафтных систем земледелия для основных природно — сельскохозяйственных регионов страны / Соавт.: А. С. Акименко и др. — Курск: ВНИИЗ и ЗПЭ РАСХН, 2005.